# Sztrela (műhold)
A Sztrela (oroszul: Стрела) szovjet-orosz katonai távközlésiműhold-típuscsalád. Példányai általában Koszmosz sorszámmal repültek.

## Története
Az első szovjet alacsonypályás kommunikációs rendszereket 1961. október 30-tól a szovjet Minisztertanács megbízásából fejlesztette az ukrajnai Dnyipropetrovszkban a Junozsnoje tervezőiroda (OKB–586), amelynek vezetője Mihail Kuzmics Jangel volt. Az első Nyíl és Méhecske megnevezésű Koszmosz műholdak rögzítették a Földről kapott üzeneteket, majd vételi képesség esetén a vevőállomásra továbbították. Meghibásodás esetén nem volt lehetőség javításra, új műholdat kellett az adott pályára állítani.
A műholdak kialakításánál nagy figyelmet fordítottak a szabványosságra (sorozatgyártás, felépítés, szerkezet, alapvető fedélzeti rendszerek, elemek cserélhetősége – bővíthetőség, alkatrészgyártás).
Az évtizedek során szolgálatba állított műholdcsalád tagjai technikai fejlődésüket tekintve egymásra épültek (korszerűsödtek, feladatuk kibővült). Szolgálati idejük a kezdeti 3 hónapról fokozatosan több évre növekedett.

## Műholdcsalád

### Sztrela–1
- GRAU-kódja: 11F610
- Azonosító: Nyíl (oroszul: Стрела)
- Első egység indítása: 1964. augusztus 18.
- Tömeg: 50 kilogramm
- Napelemek teljesítménye: 15 W
- Hordozóeszköz: Koszmosz–1
- Tervezett élettartam: 3 hónap

Az első olyan műholdcsoport, amikor három egységet – Koszmosz–38, Koszmosz–39, Koszmosz–40 – egyetlen hordozórakétával bocsátottak pályára. Egyszerre több egység pályára állításával a kommunikációs területet azonnal lefedték. Az űreszköz felületét napelemek borították, éjszakai (földárnyék) energiaellátását újratölthető kémiai akkumulátorok biztosították.
Katonai- és kormányzati híradástechnikai feladatok ellátására tervezték, készítették. A Szovjetunió európai, távol-keleti, illetve tengeri (hadiflotta, kereskedelmi flotta) összeköttetésének felgyorsítására szolgált. Rádióüzenetek vételére (vevő), lejátszására (adó) szolgáltak.
A műholdak helyére a továbbfejlesztett Sztrela–1M egységek kerültek.

### Sztrela–1M
- GRAU-kódja: 11F625
- Azonosító: Fáklya (oroszul: Светоч)
- Első egység indítása: 1970. április 25.
- Tömeg: 90 kilogramm
- Napelemek teljesítménye: 9 W
- Hordozóeszköz: Koszmosz–3M
- Tervezett élettartam: 6 hónap

A hadsereg és a kormányzat folyamatos kommunikációját (adás-vétel) segítette elő a műholdakkal összeköttetésben lévő földi, légi és tengeri rendszerekkel. A földi jelet (adás) beépített memóriájában rögzítette, majd a célállomás vételi pozíciójában lejátszotta. Nyolc műhold alkotta a célterület lefedési rendszerét. Az űreszköz felületét napelemek borították, éjszakai (földárnyék) energiaellátását újratölthető kémiai akkumulátorok biztosították. Az 1970. április 25. és 1992 között pályára állított 45 űreszközből 8 műhold műszaki hibás lett.
A műholdak helyére előbb a továbbfejlesztett Sztrela–2, majd a Sztrela–2M egységek kerültek.

### Sztrela–2
- GRAU-kódja: 11F611
- Azonosító: Méh (oroszul: Пчела)
- Első egység indítása: 1965. december 28.
- Tömeg:
- Napelemek teljesítménye:
- Hordozóeszköz: Koszmosz–1
- Tervezett élettartam: 6 hónap

A technikai fejlődésnek megfelelően nagyobb sávszélességet biztosított, megnövekedett működési sebesség mellett.

### Sztrela–2M
- GRAU-kódja: 11F626
- Azonosító: Előörs (oroszul: Форпост)
- Első egység indítása: 1970. június 27.
- Tömeg: 850 kilogramm
- Napelemek teljesítménye: 150 W
- Hordozóeszköz: Koszmosz–3M
- Tervezett élettartam: 6 hónap

### Sztrela–3
- GRAU-kódja: 17F13
- Azonosító:
- Első egység indítása: 1985. január 15.
- Tömeg: 225 kilogramm
- Napelemek teljesítménye: 50 W
- Hordozóeszköz: Ciklon–3
- Várható élettartam 1 év

Egyszerre 6 második generációs műholdat – Koszmosz–1617; Koszmosz–1618; Koszmosz–1619; Koszmosz–1620; Koszmosz–1621; Koszmosz–1622 – állítottak pályára.
Fejlesztésének, szolgálatba állításának célja, hogy leváltsa az első generációs Sztrela–1M, majd a Sztrela–2M egységeket. Feltöltött állapotban 12 műhold biztosította a folyamatos és nagy kapacitású kommunikációt.
2008-ban az új típusú Rodnyik rendszert kezdték bevezetni.

### Sztrela–3M
- GRAU-kódja: 14F132
- Azonosító: Tavasz (oroszul: Родник)
- Első egység indítása: 2005. december 21.
- Hordozóeszköz: Koszmosz–3M
- Tömeg: 225 kg
- Napelemek teljesítménye:
- Várható élettartam: 5 év